# Джими Армфийлд
Джеймс-Кристофър (Джими) Армфийлд (James Christopher Armfield; 21 септември 1935 – 22 януари 2018 г.) е бивш английски футболист, прекарал по-голямата част от състезателната си кариера като десен защитник в английския футболен отбор „ФК Блакпул“. Армфийлд често изнася сам играта на отбора си, отличавайки се с бърза скорост, добър пас, дрибъл и издръжливост.

## Биография
Роден е в Дентън близо до Манчестър на 21 септември 1935. Семейството му се премества в Блакпул и Джими учи в гимназията „Арнолд“, където е в отборите по крикет, плуване и атлетика, а освен това играе и ръгби.
През 1952 г. е взет в Клубната младежка асоциация на Блакпул като крайно дясно крило. За първи път е използван като краен десен бранител, когато титулярният състезател на този пост се контузва и Джими е изтеглен назад, за да го замества. Тази позиция се оказва по-късно запазена марка на Армфийлд в „Блакпул“.
Старши треньорът на „Блакпул“ Джо Смит предлага на Джими Армфийлд да подпише професионален договор преди да започне сезон 1954 – 55 в Централната лига. 17-годишният Армфийлд подписва с отбора на 4 септември 1954 г., но постъпва на военна служба. На 27 декември 1954 г. дебютира в лигата срещу „Портсмут“, където отборът му пада с 0:3.
Обявен е за най-добър млад играч на годината (1959) и малко не му достига, за да бъде избран за футболист на годината (1966), когато отличието взема Боби Чарлтън. Вместо това Армфийлд е удостоен с приза „Играч на „Блакпул“ на годината“.
Става капитан на „Блакпул“ през януари 1961 г., когато е на 25 години. На 19 октомври 1963 г. моли управата на клуба за трансфер, но му е отказано.
В периода 1954 – 1971 г. изиграва общо 626 мача, в които отбелязва не по-малко от 6 гола. Последният му мач е срещу „Манчестър Юнайтед“ (1:1), игран на 1 май 1971 г.
През 1956 г. играе първата си среща за младежкия национален отбор на Англия. За мъжкия национален отбор на Англия участва в 43 мача (15 като капитан) в периода 1959 – 1966 г. Дебютира на 13 май 1959 г. срещу Бразилия. Играе на световното първенство в Чили през 1962, където е обявен за най-добрия десен защитник в света. Влиза в разширения състав на Англия на световното първенство в Англия през 1966 г., но не взема пряко участие в срещите поради контузия. Обявен е за най-добър десен защитник в Европа през 1964, 1965 и 1966 г. Отказва се от националния отбор през 1966 г.
По-късно е старши треньор на „Болтън“, с който печели титлата в Трета дивизия (1972 – 1973), а в отбора на „Лийдс“ (1974 – 1978) наследява Дон Реви (1961 – 1974) и отстранява „Барселона“ на полуфинал за КЕШ, но губи на финала (1975) срещу „Байерн“ (Мюнхен) с 0:2.
Последно работи като анализатор в BBC и като консултант на Футболната асоциация. Награден е с Ордена на Британската империя (2000).